# European Hot 100 Singles
El European Hot 100 Singles fue una lista de éxitos musicales compilado por Billboard y su filial europea Music & Media desde marzo de 1984 hasta diciembre de 2010, siendo la versión europea del Billboard Hot 100 de los Estados Unidos. La lista se basó en las listas nacionales de ventas de sencillos en 17 países europeos y las regiones belgas de Flandes y Valonia:
| - Alemania - Austria - Bélgica - Flandes - Valonia | - Dinamarca - España - Finlandia - Francia - Grecia | - Hungría - Irlanda - Italia - Noruega - Países Bajos | - Portugal - Reino Unido - Suecia - Suiza |

En la edición del 13 de noviembre de 2010, la lista European Hot 100 había acumulado 400 éxitos número uno. La lista final se publicó el 11 de diciembre de 2010, tras la noticia de que Billboard había cerrado su oficina de Londres y despedido a su personal con sede en el Reino Unido. El último sencillo número uno de la lista fue «Only Girl (in the World)» de Rihanna.

## Historia
El primer comienzo del European fue como el "Europarade", que comenzó a funcionar a principios de 1976 por la radio TROS en los Países Bajos. La lista estaba conformada por seis países, el Reino Unido, Francia, Alemania, los Países Bajos, Bélgica y España. El compilador recopilaba las quince grabaciones de cada país, a las que se les dabam los puntos correspondientes, dependiendo de las posiciones entre el uno y el quince. Italia y Dinamarca fueron añadidos en 1979, y durante 1980, fueron agregados Austria y Suiza. Irlanda fue agregado como el undécimo país en octubre de 1983.
En marzo de 1984, Music & Media comenzó en Ámsterdam su propio European, el "European Hot 100", que fue publicado como Euro Tip durante sus dos primeros años. La lista era la acumulación tras tomar las posiciones de las canciones en cada país, combinado con los registros de porcentajes nacionales de ventas de cada país en particular. En 1986-87, el European se transformó en un programa de televisión en Music Box, con un presentador Neerlandés, Erik de Zwart.
El European rápidamente tomó impulso, y comenzó a considerar más países, y Music & Media la transformó en una publicación en Billboard en enero de 1986. Desde 1982 a 1986, el "Europarade" fue usado como publicación en Music Week, y la revista Neerlandesa Hitkrant.
Desde noviembre de 1986, el European Top 100 de Music & Media fue utilizado como fuente para la publicación de Billboard del European Hot 100 Singles.
Fue conocido como el 'Coca-Cola Eurochart Hot 100 Singles' desde mayo de 1988 hasta finales de 1992. En septiembre de 1989, la lista 'Coca-Cola Eurochart Hot 100' se transmitía en 65 estaciones de radio europeas.
Cuando Music & Media cerró en agosto de 2003, Billboard continuó compilando el Eurochart Hot 100 Singles. La última lista europea Hot 100 Singles que apareció en la revista Billboard fue en la edición del 11 de diciembre de 2010, pero Billboard solo publicó el top 20 de la lista. Billboard siguió publicando una lista Euro Digital Songs que se suspendió después del 12 de febrero de 2022.